# Juha Lind
Juha Petteri Lind (Helsinki, 2 gennaio 1974) è un ex hockeista su ghiaccio finlandese.

## Palmarès

### Olimpiadi invernali
- 1 medaglia:
  - 1 bronzo (Nagano 1998)

### Mondiali
- 3 medaglie:
  - 2 argenti (Norvegia 1999; Germania 2001)
  - 1 bronzo (Russia 2000)